# 24. maj
24. maj je 144. dan leta (145. v prestopnih letih) v gregorijanskem koledarju. Ostaja še 221 dni.

## Dogodki
- 1153 – Malcolm IV. postane škotski kralj
- 1267 – sklenjen Viterbski sporazum med Karlom I. Anžujskim in Viljemom II. Villehardouinskim
- 1487 – Lambert Simnel v Dublinu kronan kot Edward VI.
- 1626 – Peter Minuit kupi Manhattan
- 1738 – ustanovljena metodistična cerkev
- 1798 – upor irskih nacionalistov proti Britancem v upanju, da bodo francoske sile vdrle na Irsko
- 1810 – v Argentini se prične upor proti Špancem
- 1822 – Ekvador postane neodvisna država
- 1844 – Samuel Finley Breese Morse pošlje iz Baltimora v Washington prvi električni telegram
- 1895 – Oscar Wilde zaradi »nemorale« obsojen na zaporno kazen
- 1900 – Združeno kraljestvo si priključi Svobodno državo Oranje v današnji Južnoafriški republiki
- 1915 – Italija napove vojno Avstro-Ogrski
- 1940 – Igor Ivanovič Sikorski izvede prvi let z enorotorskim helikopterjem
- 1941 – začetek velike britansko-nemške pomorske bitke
- 1943 – Josef Mengele postane vodja zdravnikov v Auschwitzu
- 1949 – uradno nastane Zvezna republika Nemčija
- 1958 – tiskovni agenciji United Press in International News Service se združita v United Press International
- 1962 – Malcolm Scott Carpenter v vesoljski kapsuli Aurora 7 trikrat obkroži Zemljo
- 1968 – študenti zažgejo pariško borzo
- 1970 – na polotoku Kola se prične vrtanje kolske supervrtine
- 1991
  - JLA ugrabi načelnika štaba mariborske TO RS Vladimirja Miloševiča
  - med demonstracijami pred mariborsko vojašnico vojvode Mišića oklepnik do smrti povozi Josefa Šimčika, ki tako velja za prvo žrtev v osamosvajanju Slovenije
- 1993 – Eritreja postane neodvisna država
- 2001 – petnajstletni šerpa Temba Čeri postane najmlajši človek, ki pripleza na Mount Everest

## Rojstva
- 15 pr. n. št. – Germanik, rimski vojskovodja in državnik († 19)
- 1335 – Margareta Češka, ogrska kraljica († 1349)
- 1544 – William Gilbert, angleški fizik, učenjak, filozof, zdravnik († 1603)
- 1671 – Gian Gastone de' Medici, italijanski (toskanski) vojvoda († 1737)
- 1686 – Daniel Gabriel Fahrenheit, poljski fizik († 1736)
- 1743 – Jean-Paul Marat, francoski revolucionar švicarskega rodu († 1793)
- 1794 – William Whewell, angleški filozof († 1866)
- 1810 – Abraham Geiger, judovski teolog, pisatelj († 1874)
- 1819 – Viktorija, britanska kraljica († 1901)
- 1855 – Arthur Wing Pinero, angleški dramatik († 1934)
- 1886 – Paul Paray, francoski dirigent, skladatelj († 1979)
- 1891 – William Foxwell Albright, ameriški arheolog († 1971)
- 1905 – Mihail Aleksandrovič Šolohov, ruski pisatelj, nobelovec 1965 († 1984)
- 1914 – Branka Jurca, slovenska mladinska pisateljica († 1999)
- 1930 – Hans-Martin Linde, nemški dirigent
- 1940 – Josip Aleksandrovič Brodski - Joseph Brodsky, rusko-ameriški pesnik, nobelovec 1987 († 1996)
- 1941 – Robert Allen Zimmerman - Bob Dylan, ameriški glasbenik
- 1963 – Joe Dumars, ameriški košarkar
- 1966 – Eric Cantona, francoski nogometaš
- 1985 – Jernej Vrtovec, slovenski politik in teolog

## Smrti
- 1089 – Lanfranc, canterburyjski nadškof (* 1005)
- 1136 – Hugo de Payens, ustanovitelj meniškega vojaškega reda templarjev (* 1070)
- 1153 – David I., škotski kralj (* 1084)
- 1201 – Teobald III. Šampanjski, grof Šampanje in prvi vodja četrtega križarskega pohoda (* 1179)
- 1212 – Jošimori Vada, japonski dvornik (* 1147)
- 1213 – Dagmar Češka, danska kraljica žena (* 1186)
- 1240 – Skule Bordsson, norveški vojvoda, protikralj (* 1189)
- 1351 – Abu al-Hasan Ali ibn Usman, marinidski sultan (* 1297)
- 1413 – Herman II., hessenški deželni grof (* 1341)
- 1425 – Murdoch Stewart, škotski plemič, vojvoda Albany (* 1362)
- 1543 – Nikolaj Kopernik, poljski astronom (* 1473)
- 1848 – Annette von Droste-Hülshoff, nemška pesnica, pisateljica (* 1797)
- 1883 – Abd al-Kadir, alžirski upornik (* 1808)
- 1891 – Joseph Roumanille, francoski (provansalski) pesnik (* 1818)
- 1950 – Archibald Wavell, britanski feldmaršal (* 1883)
- 1954 – Vladimir Becić, hrvaški slikar (* 1886)
- 1974 – Duke Ellington, ameriški jazzovski skladatelj, pianist (* 1899)
- 1988 – Aleksej Fjodorovič Losev, ruski filozof (* 1893)

## Prazniki in obredi
- evropski dan parkov
- praznik Marije Pomočnice (Rimskokatoliška cerkev)